# 花都大戦 ツインズ・エフェクトII
『花都大戦 ツインズ・エフェクトII』（はなのみやこたいせん ついんずえふぇくとII、原題：千機變II 花都大戰、英題：Blade of Kings、The Twins Effect II）は2004年に公開された香港・中国合作映画。

## 概要
香港の人気アイドルユニットTWINSの『ツインズ・エフェクト』『ツインローズ』に次ぐ映画第3弾として制作された。『ツインズ・エフェクト』とは設定が異なって時代劇として製作されており、内容的なつながりはない。
ジャッキー・チェンの息子であるジェイシー・チャンの映画デビュー作であり、父親のジャッキーが特別出演しドニー・イェンとのアクションを披露したことでも話題を呼んだ。

## あらすじ
冷酷な女帝が支配する都は、すべての男が奴隷として売買される女人国であった。ある日宮廷から前王朝復興の鍵が秘められた石板が盗まれた。「いずれ前王朝の末裔である皇帝星が立ちあがり女人国は崩壊する」という予言を知った女帝は、すぐさま盗賊と前王朝の末裔を抹殺すべく密使を送りこむ。一方、前王朝復興を願うレジスタンスの剣士であるジェネラル・ローンもまた、予言に記された若者を捜していた。そんななか石板を偶然手にした旅芸人のチャーとコールはそれを宝の地図と思い財宝探しの旅へと出発する。それを横取りしようと目論む奴隷商人のスプリングと身分を偽り彼らに近づく密使の一人ブルー。この男女4人の冒険の行きつく先にあったものは。

## 出演
※括弧内は日本語吹替
- チャー - ジェイシー・チャン（内埜則之）
- スプリング - シャーリーン・チョイ（小島幸子）
- ブルー - ジリアン・チョン（半場友恵）
- ジェネラル・ローン - ドニー・イェン（風間秀郎）
- ブラックウッド座長 - レオン・カーフェイ（白熊寛嗣）
- コール - チェン・ボーリン（竹若拓磨）
- レッド - ファン・ビンビン
- 女帝 - チュイ・イン
- ウェイ・チャン - ジャッキー・チェン（石丸博也）…特別出演
- ワイ・リュ - ダニエル・ウー…特別出演
- タオ - エディソン・チャン（栗山浩一）…ゲスト出演